# Physocyclus dugesi
Physocyclus dugesi is een spinnensoort uit de familie trilspinnen (Pholcidae). De soort komt voor in Mexico, Guatemala en Costa Rica. 